# Боррьелло, Марко
Ма́рко Боррье́лло (итал. Marco Borriello; род. 18 июня 1982[…], Неаполь) — итальянский футболист, нападающий.

## Карьера

### Клубная
С 1996 по 1999 год воспитывался в футбольной школе «Милана», с осени 1999 по январь 2001 года выступал за молодёжную команду «Тревизо». В январе 2001 года был арендован «Триестиной», на тот момент выступавшей в Серии C2. Боррьелло сыграл в 13-ти матчах и забил 2 гола, а его команда выиграла плей-офф и вышла в Серию С1. В сезоне 2001/02 выступал за взрослую команду «Тревизо» в Серии С1, сыграл 33 матча во всех турнирах и забил 12 голов.
Летом 2002 года «Милан» выкупил у «Тревизо» все права на Боррьелло, рассчитывая на 20-летнего игрока в сезоне 2002/03, однако Боррьелло не выдержал конкуренции со стороны Андрея Шевченко, Филиппо Индзаги и Йона-Даля Томассона. Сыграв в 6-ти матчах во всех турнирах, включая дебютные для себя игры в Серии А и Лиге Чемпионов, Боррьелло присоединился к «Эмполи» на правах аренды, где забил свой дебютный гол в Серии А, ставший для него единственным в матчах лиги того сезона. Также, незадолго до аренды, Боррьелло забил и дебютный гол за «Милан», поразив ворота «Анконы» в кубковой игре на Сан-Сиро.
Сезон 2003/04 целиком провёл в «Милане», сыграв в 11-ти матчах без забитых мячей. Благодаря четырём из них в Серии А, впервые стал чемпионом Италии.
С 2004 по 2006 год выступал в Серии А за «Реджину», «Сампдорию» и, вновь, «Тревизо», часто выходя на поле с первых минут, но редко забивая голы.
Несмотря на низкую результативность, «Милан» позволил Боррьелло остаться на сезон 2006/07 и бороться за место в составе, однако он вновь проиграл конкуренцию Индзаги, Джилардино, Рикардо Оливейре и, позже, Роналдо. Более того, 21 декабря 2006 года Боррьелло получил трехмесячную дисквалификацию за положительный результат допинг-теста после матча 11-го тура Серии А против «Ромы». «Милан» был вынужден исключить игрока из заявки на плей-офф Лиги Чемпионов 2006/07, ставшей для клуба победной. Несмотря на все трудности, Боррьелло вернулся на поле в конце мая, сыграв без замен в 37-м и 38-м турах Серии А 2006/07. В том же сезоне забил свой дебютный гол за «Милан» в Серии А в ворота «Кальяри», а также отметился дублем в кубковой игре против «Брешии».
Летом 2007 года «Милан» продал «Дженоа» 50 % прав на Боррьелло за 1,3 млн евро. Сезон 2007/08 стал для Боррьелло неожиданно успешным; 25-летний нападающий сыграл в 35-ти матчах Серии А и забил 19 голов, а также впервые получил вызов в сборную Италии, а позже и приглашение сыграть на Евро-2008.
Летом 2008 года «Милан» выкупил у «Дженоа» все права на Боррьелло за 10 млн евро, также включив в сделку Давиде Ди Дженнаро. Несмотря на использование Карло Анчелотти схемы «4-3-2-1», наличие в команде Алешандре Пато, Филиппо Индзаги, вернувшегося в «Милан» Андрея Шевченко, а также Кака и Роналдиньо, Боррьелло часто выходил в стартовом составе в начале сезона и успел отметиться двумя забитыми голами, но поздней осенью 2008 года получил ряд травм и восстановился лишь только к лету 2009 года. Сезон 2009/10 стал для Боррьелло первым успешным в футболке «Милана» за долгие годы; 27-летний нападающий сыграл в 35-ти матчах и забил 15 голов, в том числе 2 гола ударами «через себя», которые принесли ему дополнительную известность как в Италии, так и за её пределами.
На последней неделе августа 2010 года «Милан» приобрёл Златана Ибрагимовича и Робиньо, что существенно обострило конкуренцию в атаке за место в стартовом составе команды. Сыграв за «Милан» в матче 1-го тура Серии А 2010/11 против «Лечче», Боррьелло перешёл в «Рому» в день закрытия летнего трансферного окна на правах аренды с обязательством выкупа.
В дебютном для себя сезоне за «Рому» сыграл в 46-ти матчах во всех турнирах и забил 17 голов, в том числе один в матче против «Милана» на Сан-Сиро, ставший единственным в той игре. Ближе к концу сезона 2010/11 появилась информация о том, что Боррьелло может быть признан чемпионом Италии в составе «Милана» во второй раз, однако она оказалась ложной. Несмотря на то, что Боррьелло сыграл 1 матч за «Милан» в победном для команды сезоне, по правилам УЕФА он не может быть признан причастным к победе этого клуба из-за своего участия в данном турнире в составе «Ромы» на более поздних стадиях. По окончании сезона 2010/11, «Рома» выкупила Боррьелло у «Милана» за 10 млн евро.
Летом 2011 года «Рому» возглавил Луис Энрике, при котором Боррьелло потерял место в основе. В январе 2012 года «Ювентус» арендовал Боррьелло до конца сезона 2011/12 с правом выкупа за 8 млн евро, которым впоследствии не воспользовался. За первую половину 2012 года Боррьелло сыграл за «Ювентус» в 17-ти матчах, забил 2 гола и во второй раз в карьере стал чемпионом Италии.
После своего 30-летия, начиная с осени 2012 года, Боррьелло с переменным успехом выступал за ряд клубов Серии А — «Джеона», «Рома», «Карпи», «Аталанта», «Кальяри» и «СПАЛ». Помимо этого, с января по июнь 2014 года выступал в английской Премьер Лиге за «Вест Хэм Юнайтед». На данном этапе карьеры, наиболее успешными для него сезонами стали 2012/13 (28 матчей и 12 голов за «Дженоа») и 2016/17 (37 матчей и 20 голов за «Кальяри», в том числе первый в карьере «покер», забитый в августе 2016 года в кубковом матче против «СПАЛа»).
30 августа 2018 года подписал контракт с клубом испанской Сегунды B «Ивиса». 30 января 2019 года расторг контракт с «Ивисой» по обоюдному согласию и объявил о завершении игровой карьеры.

### В сборной
6 февраля 2008 года Марко Боррьелло дебютировал в национальной команде Италии. Дебют пришёлся на товарищеский матч против сборной Португалии, проходивший в швейцарском городе Цюрих. В том матче Боррьелло заменил во второй половине второго тайма Луку Тони.

## Статистика игр в серии А
| Сезон               | Клуб                | Игры | Голы |
| ------------------- | ------------------- | ---- | ---- |
| 2008/09             | Милан               | 7    | 1    |
| 2009/10             | Милан               | 29   | 14   |
| 2010/11             | Милан               | 1    | 0    |
| 2010/11             | Рома                | 35   | 11   |
| 2011/12             | Рома                | 7    | 0    |
| 2011/12             | Ювентус             | 13   | 2    |
| 2012/13             | Дженоа              | 28   | 12   |
| 2013/14             | Рома                | 2    | 0    |
| На 16 сентября 2013 | На 16 сентября 2013 | 122  | 40   |

## Достижения
«Милан»
- Чемпион Италии: 2003/04
- Победитель Лиги чемпионов УЕФА: 2006/07

 «Ювентус»
- Чемпион Италии: 2011/12

## Личная жизнь
У Марко Боррьелло есть два брата: Фабио и Пьерджорджио.
С 2004 по 2008 год Боррьелло встречался с моделью, актрисой телеведущей Белен Родригес.